# Българска стопанска камара
Българската стопанска камара, съкратено БСК, е неправителствена организация на българските работодатели, учредена на 25 април 1980 г.
В полза на своите членове БСК предоставя комплекс от услуги в различни области, вкл. информация, анализи, пазарни проучвания, обучения и консултиране, външнотърговски услуги, сертификати за произход на стоки и за форсмажор, и др.

## Структура
Структурата на БСК включва повече от 120 браншови организации, по-голямата част от които членуват в съответните европейски браншови структури. Те са активни участници в секторния социален диалог и са страна по действащите в България браншови колективни трудови договори.
На териториален принцип БСК е изградила мрежа от регионални и общински организации във всички областни и в голяма част от общинските центрове. На локално ниво функционират още над 100 местни сдружения на бизнеса. Мрежата се развива динамично във времето и броят на общинските и местни организации непрекъснато расте. Териториалните структури на БСК участват активно в социалния диалог на регионално ниво, както и в работата на съветите за регионално развитие.
Други колективни членове на БСК са Централният кооперативен съюз, Централният съюз на трудовопроизводителните кооперации, Асоциацията на индустриалния капитал в България, Съветът на българските аграрни организации, Конфедерация „Съюз на българската индустрия“, Българската академия на науките, университети и научно-технически съюзи.

## Представителство

### Национално ниво
БСК е представителна организация на работодателите на национално равнище от 1990 г. Последно е призната за представителна за 4 години с решение № 20 от 14 януари 2021 г. В качеството си на представителна организация, Камарата участва в работата на всички национални консултативни съвети, надзорни и управителни органи на държавни обществени институции, вкл. в Икономическия и социален съвет на РБ.

### Международно ниво
БСК е единствената българска бизнес организация, член на „BUSINESSEUROPE“, чрез която представлява интересите на българските фирми и работодатели на европейско ниво. Камарата участва активно в работата на Международната организация на работодателите, Международната организация на труда и Европейския икономически и социален комитет (EESC). БСК има подписани договори за сътрудничество с над 70 национални работодателски и бизнес организации от най-развитите страни в Европа, Азия, Америка и Африка.

## Органи на управление
- ОБЩО СЪБРАНИЕ: Висшият орган на управление на БСК е Общото събрание (ОС), което се състои от всички членове на камарата. ОС приема основните насоки за дейността на БСК, изменя и допълва устава, избира и освобождава Управителния и Контролния съвети, и контролира тяхната дейност. Последното Общо събрание е проведено на 5 декември 2018 г.
- УПРАВИТЕЛЕН СЪВЕТ: Съгласно Устава на БСК, Управителният съвет (УС) на БСК се състои от не по-малко от 15 членове, които се избират от Общото събрание за срок от 5 години. УС приема планове и програми за дейността на БСК, организира изпълнението на решенията на ОС и отчита своята дейност пред него. През 2023 г. е избран настоящият състав на УС. Председателят на УС се избира измежду членовете на УС. Той ръководи и представлява организацията в страната и чужбина. Настоящият председател на УС на БСК Добри Митрев е избран на тази длъжност на 1 септември 2021 г. след преждевременната кончина на Радосвет Радев, председателствал организацията от юни 2018 г. до август 2021 г.
- КОНТРОЛЕН СЪВЕТ: Контролният съвет (КС) се състои от трима души, които се избират от ОС за срок от 5 години. КС контролира законосъобразността и целесъобразността на изпълнението на решенията на органите на управление на БСК, както и правилното опазване на нейното имущество.

## История

###### БСК през 80-те години на ХХ-и век
На 25 април 1980 г. представители на най-големите български предприятия учредяват Българската индустриална стопанска асоциация (Bulgarian Industrial Association), преименувана по-късно в „Българска стопанска камара“. БИСА е първата неправителствена организация на бизнеса в бившия социалистически лагер, проводник на пазарните отношения в България. Макар и във времена на планова икономика и силен партийно-политически натиск, организацията успява да наложи някои съвременни, не само за онова време, но и за днес, принципи на пазарно поведение.
Още от самото си основаване БИСА започва да развива своята регионална структура, като изгражда регионални стопански асоциации и камари.
БИСА създава първия в България фонд за рисков капитал и първата за България търговска банка (Банка за стопански инициативи АД), чрез които финансира изграждането на повече от 600 малки и средни предприятия. Голяма част от тях се развиват успешно и днес.
Важна част от дейността на БИСА е свързана със създаването на технологични паркове към Техническите университети в София и Варна, работещи в областта на трансфера на технологии.

###### БСК през 90-те години на ХХ-и век
Преминаването от планова към пазарна икономика неминуемо води до навлизане в нова фаза на ролята на БСК за развитие на българската индустрия. Камарата активно привлича чуждестранни инвестиции, участва в процеса на приватизация, участва в нормотворчеството, касаещо бизнеса в преходния период, и поставянето на българската икономика на пазарни основи.
Изключително важна е ролята на БСК за развитието на диалога между работодатели и синдикати, за изграждането на системата за социално партньорство в страната. Под егидата на БСК и с нейно дейно участие са създадени първите регионални и браншови работодателски организации, и стартира колективното трудово договаряне на браншово и фирмено ниво. БСК е инициатор и учредител на Националния съвет за тристранно сътрудничество (НСТС), като единствена по това време работодателска организация в България.
Сред сериозните заслуги на БСК за развитието на съвременната българска икономика са:
- създаването на Българската фондова борса;
- въвеждането на Арбитражния съд като институция, спомагаща за по-бързо разрешаване на търговски спорове;
- създаването на първите в страната здравни и пенсионни фондове, както и първата лизингова компания – „Интерлийз“ АД;
- Изграждането на технологични паркове към Техническите университети в София и Варна;
- Първата в България мрежа за достъп до интернет;
- Първия електронен подпис (BulSign) чрез международната сертифицираща организация GlobalSign.

###### БСК през ХХІ-и век
И през новия век БСК продължи да работи за развитието и стабилността на икономическата среда. Камарата развива и активна международна дейност, най-вече в рамките на европейския социален диалог.
БСК стана проводник на европейското членство на страната чрез създаването на Смесения консултативен комитет България – Европейски съюз. Камарата е инициатор и съучредител на Комитета и го председателства от българска страна в продължение на два последователни мандата.
Особено активна е ролята на БСК за формирането на икономическата политика в България, разработването и усъвършенстването на нормативната база в социалната и икономическата сфера, изготвянето на анализи, проучвания и експертни оценки в областта на индустриалната, данъчната и социалната политика, индустриалните отношения, опазването на околната среда, техническите изисквания към продуктите, развитието на малките и средни предприятия и др.
Благодарение на експертния потенциал на БСК и позицията ѝ като национално представителна работодателска организация, са решени немалък кръг проблеми в сферата на икономиката.

###### БСК днес
Съвременният облик на БСК се определя до голяма степен от маниера на работа, потенциала от специалисти, с който разполага, и услугите, които предлага на своите членове.
Важна е работата на БСК в сферата на професионалната квалификация. В създадения за целта Център за професионално обучение (ЦПО) се извършва квалификация и преквалификация по широка гама професии, за които БСК издава национално признат документ. Към ЦПО е обособен и Център за компютърно обучение, в който функционира регионална „Сиско академия“ за обучение на специалисти за изграждане на компютърни мрежи. Сертификатите, издавани от Академията, са признати в цял свят. Сиско академията при БСК бе първата на Балканския полуостров, която стартира обучения по програмата CCNP за обучение на сертифицирани от „Сиско Системс“ професионалисти по изграждане на мрежи. През 2003 г. Сиско Академията на БСК получи наградата за най-добър курсист в света, както и награда за най-добър инструктор. Академията е носител и на наградата за най-добър мениджмънт на мрежова академия в света.
От 2010 г. към БСК функционира Национален център за оценка на компетенциите на работната сила, който подпомага прилагането на компетентностния подход в управлението на човешките ресурси. Центърът координира функционирането на разработената от БСК информационна система за оценка на компетенциите MyCompetence, която от 2019 г. е със статут на национална система, собственост на Министерството на труда и социалната политика.
В БСК е изградено звено, подпомагащо постигането на съответствие с националните и европейски изисквания по околна среда, качество и безопасност. Център „Чиста индустрия“ въвежда системи за фирмено управление от серията ISO и участва в разработката на нормативни документи в областта на околната среда.
Камарата издава широк набор информационни материали и тематични онлайн бюлетини, както и сп. Noblesse Oblige. Ежедневно потребителите на услугите на БСК получават актуална бизнес информация чрез електронния бюлетин „Бизнес Индустрия Капитали“, достигащ на два езика до повече от 30 000 абонати в страната и чужбина.
БСК продължава участието си в системата за социален диалог на национално и международно ниво, където отстоява интересите на българския бизнес при промяната на нормативната уредба и административните практики. Камарата работи активно по актуални проблеми на икономиката, като провокира обществена дискусия по съответните теми и предлага възможни решения.

## Инициативи
ПОЛИТИКА ЗА ЗАКРИЛА НА ДЕТЕТО
„Твоят избор има значение“ (2021 г. – съвместна кампания с ИАНМСП)
„Да успеем в България!“ (2019 г. – съвместно с ГБТИК)
„На светло“ (2007 г., за борба срещу сивата икономика)
„Дебати 2009“ (2009 г., във връзка с предстоящите парламентарни избори)
„100 депутати“ (5 ноември 2004 г., за намаляване броя на народните представители)